# 中國美術家協會
中國美術家協會是中國文學藝術界聯合會之團體會員。總會在北京，全国各省、直辖市、自治区设有分會，稱為中國美術家協會（省市區）分會。1990年後，各分會都成為中國美協之團體會員，此後分會改為各省、直轄市、自治區冠名之美術家協會，例如「中國美術家協會廣東省分會」改名為「廣東省美術家協會」。
中國美協會員包括在美術創作、評論、美術史研究、教育、出版、美術設計等有成就者，他們包括美術專家、學者等。

## 歷史
中國美協前身為中華全國美術工作者協會（簡稱全國美協），1949年7月21日在北京中山公園來今雨軒宣布成立。
- 首任主席: 徐悲鸿
- 副主席: 江丰、叶浅予
- 常委: 蔡若虹、刘开渠、吴作人、李桦、古元、王朝闻、倪贻德、力群、朱丹、野夫，全国委员41人，修补委员10人。
- 1953年10月4日，正名中国美术家协会。齐白石为主席，江丰、叶浅予、吴作人、蔡若虹为副主席，华君武为秘书长。
- 1960年7月30日，中国美协第二次代表大会在北京召开，选举何香凝為主席，蔡若虹、刘开渠、叶浅予、吴作人、潘天寿、傅抱石为副主席，华君武为秘书长。
- 1979年11月3日，中国美协第三次代表大会在北京召开，选举江丰为主席，王朝闻、叶浅予、华君武、刘开渠、关山月、李少言、李可染、吴作人、黄新波、蔡若虹为副主席，华君武、刘迅、张仃为常务书记。
- 1983年3月，推选吴作人为代主席，秦征、刘迅为常务书记。
- 1985年5月6日，中国美协第四次代表大会在济南召开，吴作人当选主席，王朝闻、叶浅予、古元、关山月、刘开渠、华君武、李少言、李可染、周思聪、秦征、黄永玉、蔡若虹当选副主席。
- 1990年10月，增补王琦为副主席（常务）。
- 1997年11月25日，中国美协分党组成立，刘大为任书记，李中贵任副书记。
- 1998年9月11日，中国美协第五次代表大会在北京召开，选举靳尚谊为主席，刘大为（常务）、詹建俊、刘文西、刘勃舒、肖峰、李焕民、林墉、杨力舟、哈孜·艾买提、常沙娜、程允贤为副主席，李中贵为秘书长，王春立、金毓清、戴志祺为副秘书长。
- 2003年12月1日，中国美协第六次代表大会在北京召开，选举靳尚谊为主席，刘大为（常务）、王明旨、王明明、韦尔申、冯远、尼玛泽仁、许江、吴长江、杨力舟、杨晓阳、林墉、曾成钢、潘公凯为副主席，刘大为为秘书长，戴志祺、李荣海、陶勤为副秘书长。
- 2005年7月26日，增补施大畏、罗中立为副主席。
- 2008年12月11日至13日，中国美协会第七次代表大会在北京召开，选举刘大为为主席，王明明、韦尔申、冯远、许江、许钦松、杨晓阳、吴长江、何家英、范迪安、罗中立、施大畏、黄格胜、曾成钢、潘公凯为副主席；任命刘健为秘书长，李荣海、张旭光、陶勤为副秘书长。
- 2013年11月25日至27日，中国美协会第八次代表大会在北京召开，选举刘大为为主席，王明明、韦尔申、冯远、许江、许钦松、李翔、杨晓阳、吴长江、吴为山、何家英、范迪安、施大畏、黄格胜、曾成钢为副主席；任命徐里为秘书长，陶勤、杜军为副秘书长。
- 现时共计发展会员14006人。[1]

## 团体会员
中国美协现有团体会员32个，包括31个省、自治区、直辖市美协，新疆生产建设兵团美协。

| - 北京市美术家协会 - 上海市美术家协会 - 重庆市美术家协会 - 天津市美术家协会 - 内蒙古自治区美术家协会 - 河北省美术家协会 - 山西省美术家协会 - 辽宁省美术家协会 - 吉林省美术家协会 - 黑龙江省美术家协会 - 江苏省美术家协会 | - 安徽省美术家协会 - 山东省美术家协会 - 浙江省美术家协会 - 江西省美术家协会 - 福建省美术家协会 - 湖南省美术家协会 - 湖北省美术家协会 - 河南省美术家协会 - 广东省美术家协会 - 广西壮族自治区美术家协会 - 贵州省美术家协会 | - 四川省美术家协会 - 云南省美术家协会 - 甘肃省美术家协会 - 陕西省美术家协会 - 宁夏回族自治区美术家协会 - 青海省美术家协会 - 新疆维吾尔自治区美术家协会 - 西藏自治区美术家协会 - 海南省美术家协会 - 新疆生产建设兵团美术家协会 |

## 出版物
- 《美术家通讯》
- 《美术》

## 批評
2015年6月28日，中央纪委监察部网站发文稱：
|  | 这些年来，书协、美协成为文艺腐败重灾区，官员伪装成艺术家，利用不法手段当上书协美协领导后，高价天价出售作品，把腐败伪装成字画交易，这是一种变相腐败。书协、美协腐败已经成为文艺毒瘤。 |

2019年7月，中國美術家協會副秘書長杜軍因“利用職務上的便利，為他人在畫展中入選作品、獲獎、取得美協會員資格等方面提供幫助”並受賄131萬元，被北京市第三中級人民法院判處六年有期徒刑，處罰金80萬元。

## 所设奖项
- 中国美术奖